# Lijst van personen overleden in augustus 2011
Dit is een lijst van personen die zijn overleden in augustus 2011.

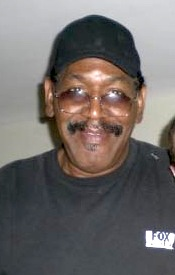
Bubba Smith
3 augustus

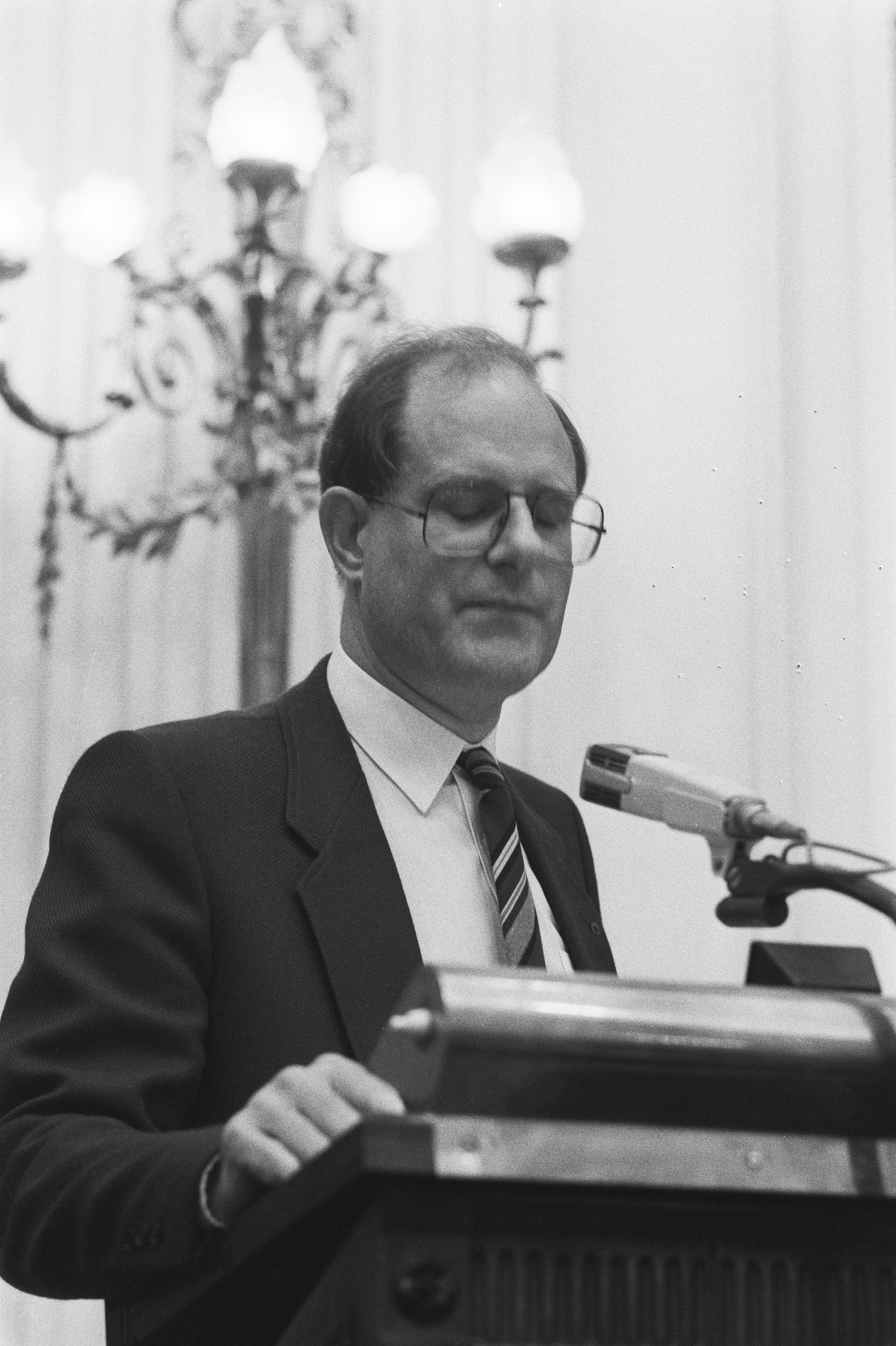
Piet Stoffelen
5 augustus

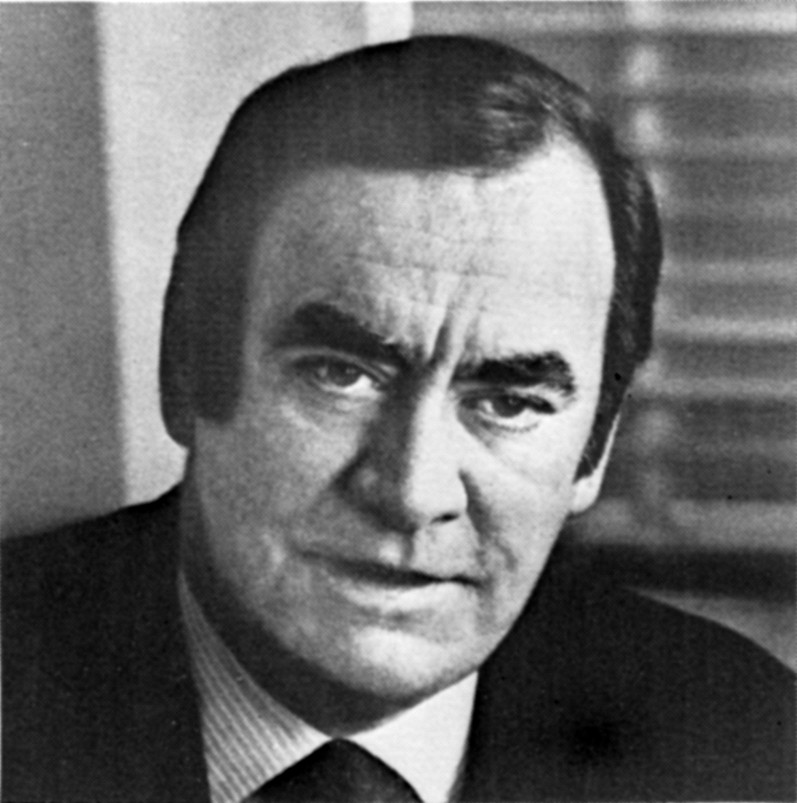
Hugh Carey
7 augustus

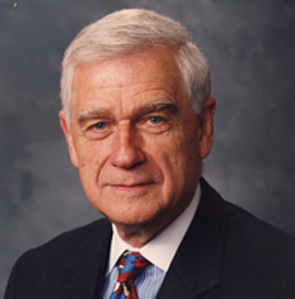
Mark Hatfield
7 augustus

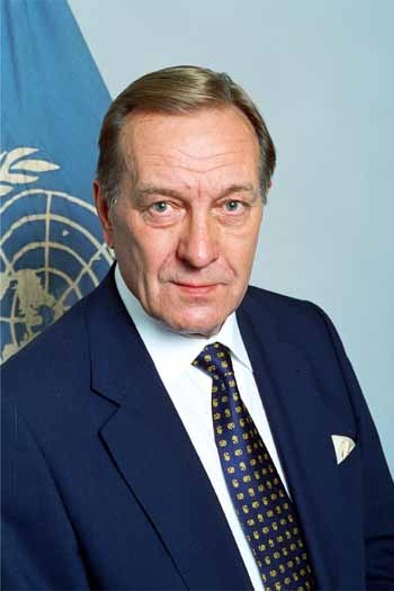
Harri Holkeri
7 augustus

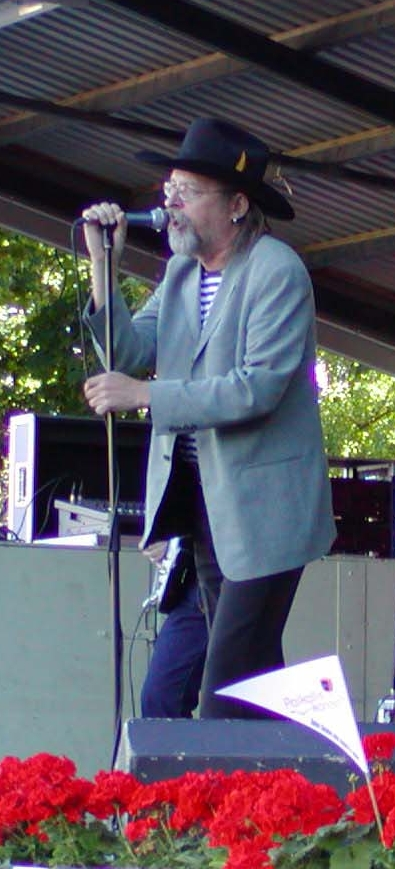
Topi Sorsakoski
13 augustus

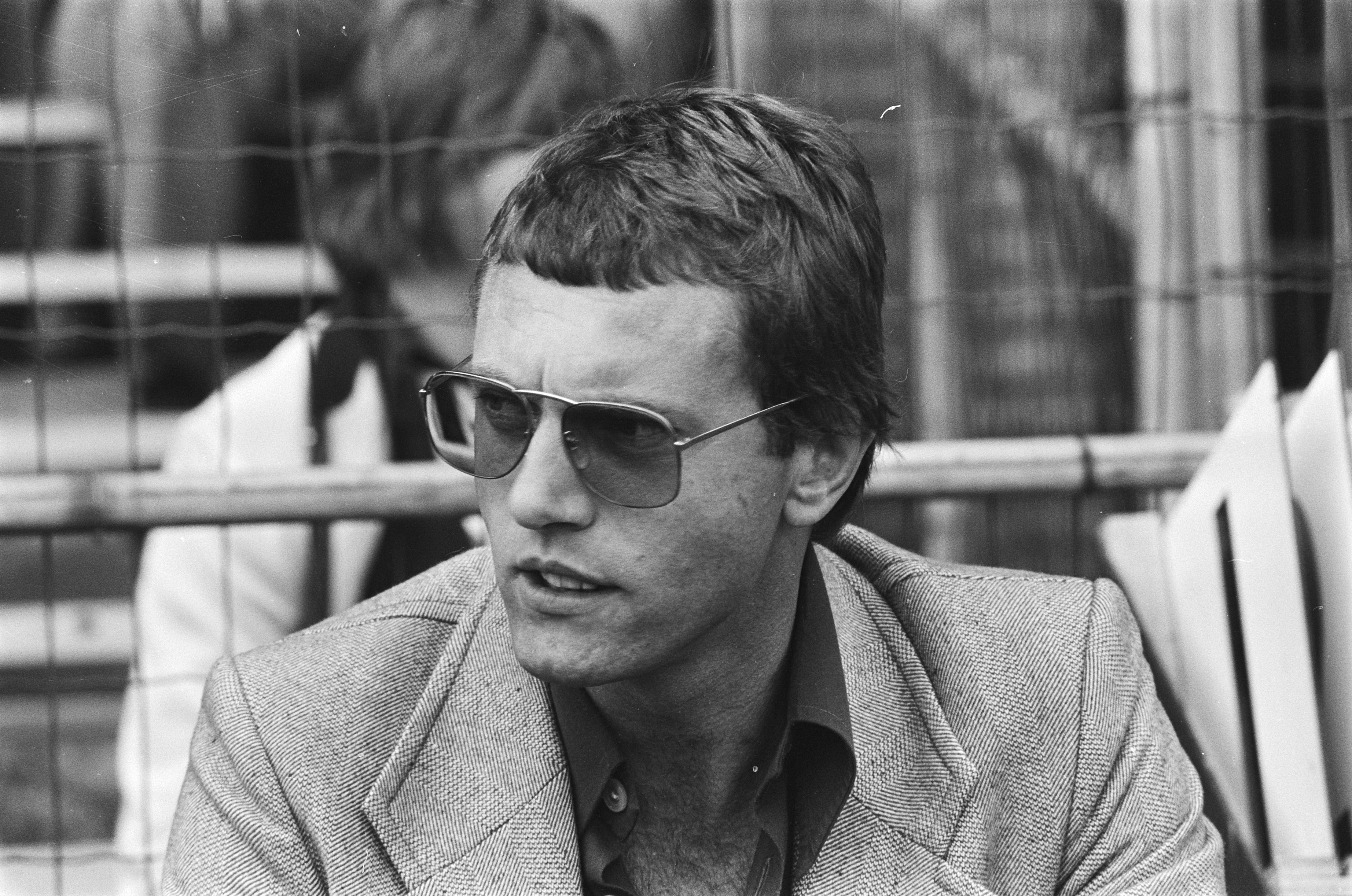
Fritz Korbach
14 augustus

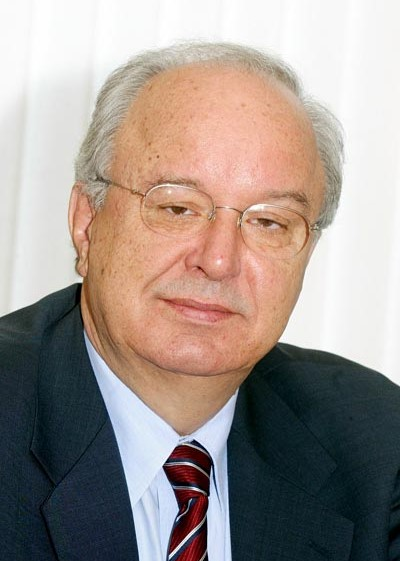
Andrej Bajuk
16 augustus

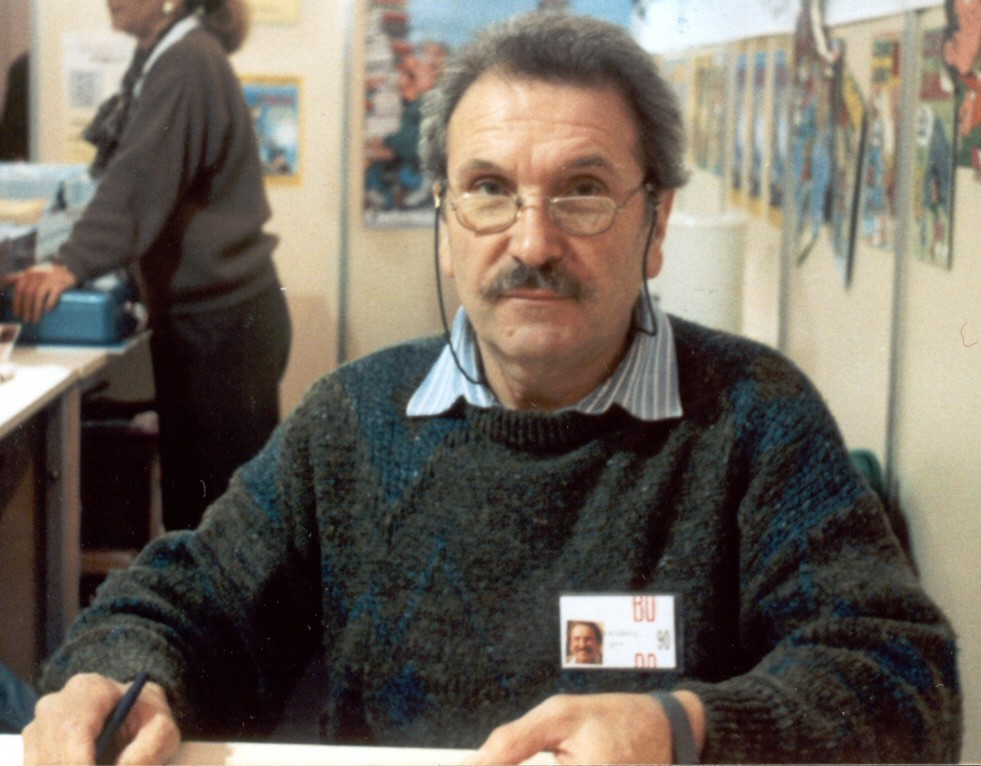
Jean Tabary
18 augustus

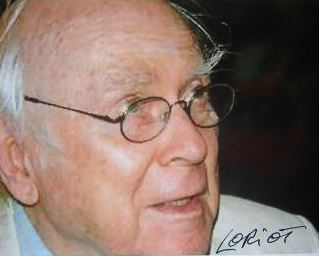
Vicco von Bülow
22 augustus

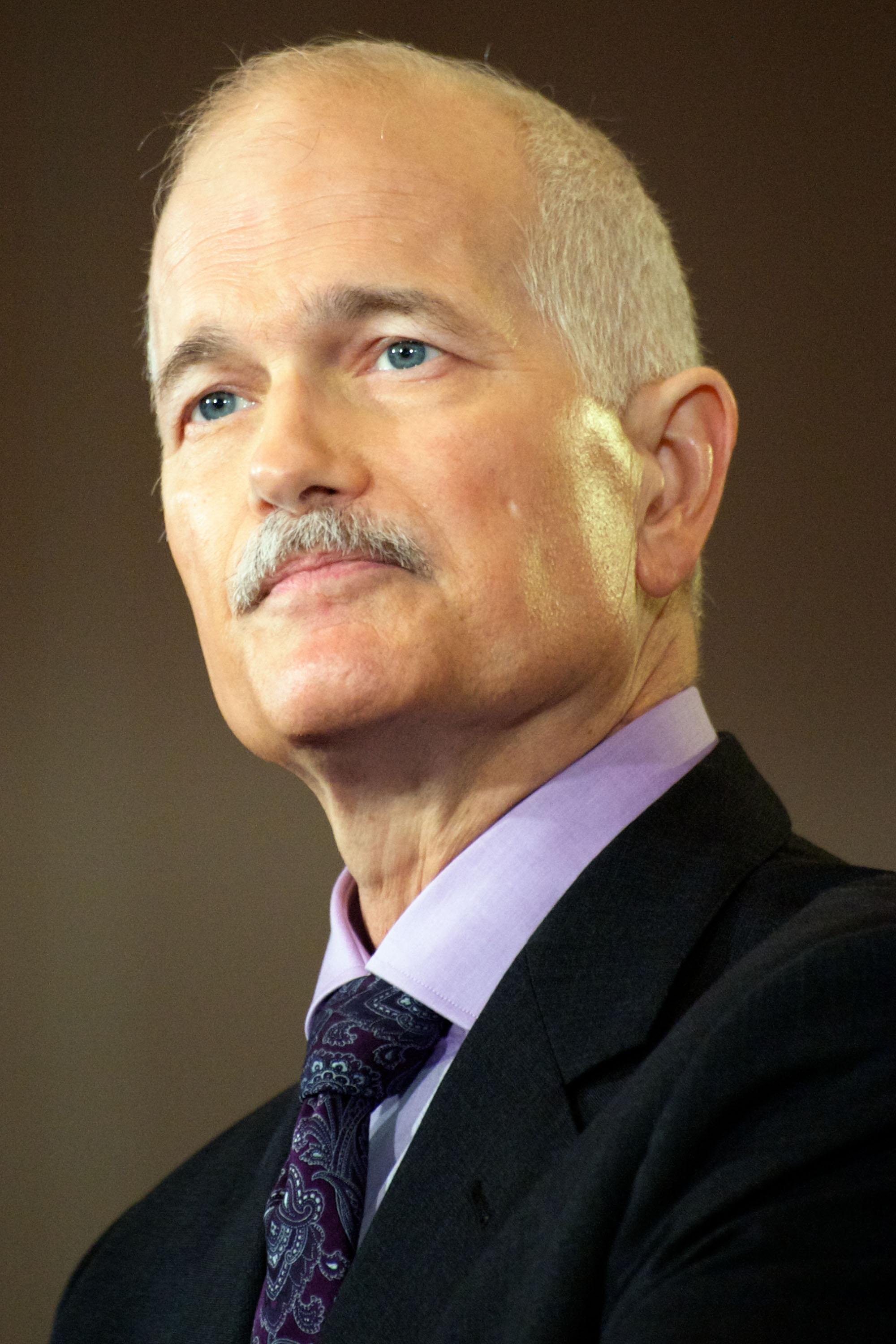
Jack Layton
22 augustus

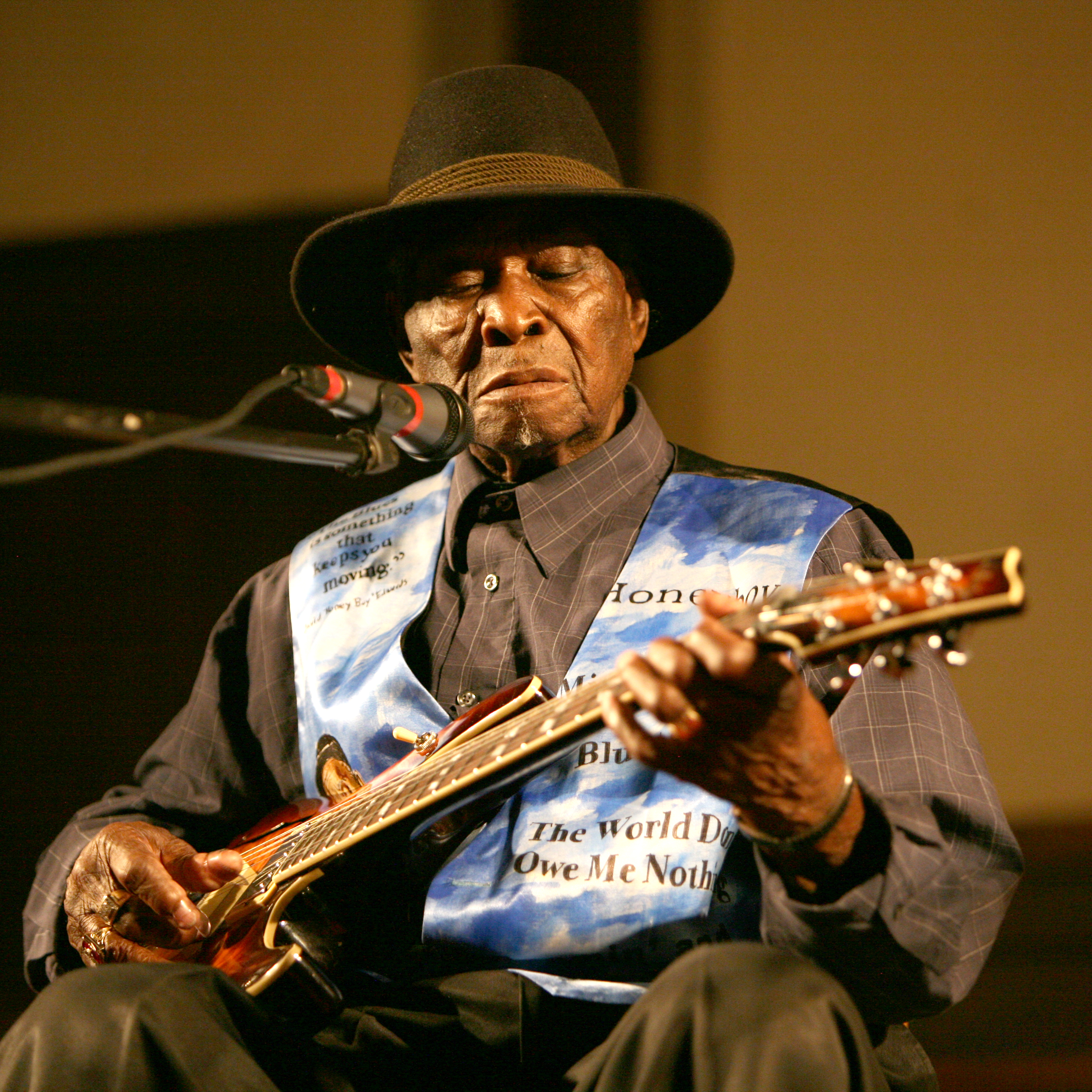
David Edwards
29 augustus

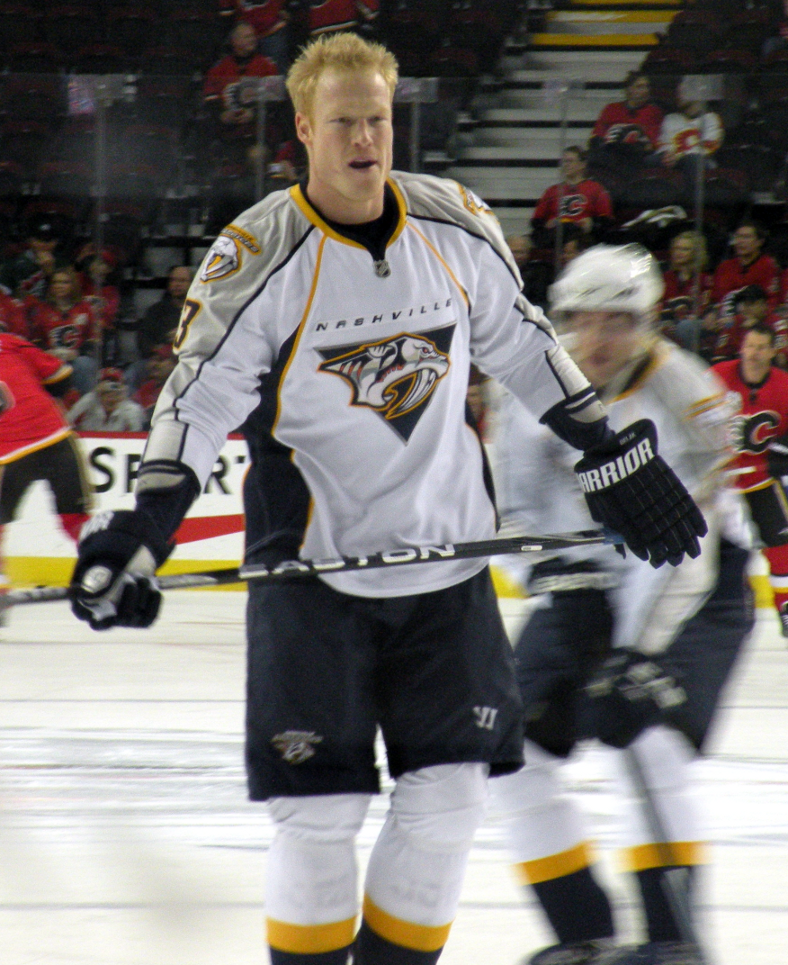
Wade Belak
31 augustus

| 1 | 2 | 3 | 4 | 5 | 6 | 7 | 8 | 9 | 10 | 11 | 12 | 13 | 14 | 15 | 16 | 17 | 18 | 19 | 20 | 21 | 22 | 23 | 24 | 25 | 26 | 27 | 28 | 29 | 30 | 31 |
| - | - | - | - | - | - | - | - | - | -- | -- | -- | -- | -- | -- | -- | -- | -- | -- | -- | -- | -- | -- | -- | -- | -- | -- | -- | -- | -- | -- |

### 1 augustus
- Stan Barstow (83), Brits schrijver[1]
- Gerard Buisman (59), Nederlands troubadour[2]
- Gamini Goonesena (80), Sri Lankaans cricketspeler[3]
- Zhanna Prokhorenko (71), Russisch actrice[4]
- Harald Stender (86), Duits voetballer[5]

### 2 augustus
- Baruj Benacerraf (90), Venezolaans-Amerikaans immunoloog en Nobelprijswinnaar[6]
- Ralph Berkowitz (100), Amerikaans muzikant, kunstschilder en componist[7]
- Delois Barrett Campbell (85), Amerikaans gospelzangeres[8]
- Coby van Megen (78), Nederlands tafeltennisster[9]
- Attilio Pavesi (100), Italiaans wielrenner[10]
- Richard Pearson (93), Brits acteur[11]
- Venere Pizzinato (114), Italiaans oudste mens van Europa[12]

### 3 augustus
- Rudolf Brazda (98), laatst bekende overlevende van de vervolging van homoseksuelen in nazi-Duitsland[13]
- Annette Charles (63), Amerikaans actrice[14]
- Nikolay Petrov (68), Russisch pianist[15]
- Luis Santos (87), Filipijns politicus[16]
- William Sleator (66), Amerikaans schrijver[17]
- Bubba Smith (66), Amerikaans acteur en Americanfootballspeler[18]
- Jozef Van Steenberge (96), Belgisch politicus en bierbrouwer[19]

### 4 augustus
- Henk Alkema (66), Nederlands componist en pianist[20]
- Naoki Matsuda (34), Japans voetballer[21]
- Erika Thijs (51), Belgisch politica[22]

### 5 augustus
- Andrzej Lepper (57), Pools politicus[23]
- Jennifer Minetti (71), Duits actrice[24]
- Gary Nixon (70), Amerikaans motorcoureur[25]
- Francesco Quinn (48), Italiaans-Amerikaans acteur[26]
- Piet Stoffelen (71), Nederlands politicus[27]
- Stan Willemse (87), Brits voetballer[28]

### 6 augustus
- Kuno Klötzer (89), Duits voetbaltrainer[29]
- Fe del Mundo (99), Filipijns kinderarts en wetenschapper[30]
- Roman Opalka (79), Frans schilder[31]
- Eddy Sedoc (72), Surinaams politicus en diplomaat[32]
- Henri Tisot (74), Frans acteur en imitator[33]
- John Wood (81), Brits acteur[34]

### 7 augustus
- Philippe Bruneau (77), Canadees-Frans harmonicaspeler[35]
- Hugh Carey (92), Amerikaans politicus[36]
- Marshall Grant (83), Amerikaans bassist[37]
- Henny Hamhuis (84), Nederlands streektaaldichter[38]
- Mark Hatfield (89), Amerikaans politicus[39]
- Harri Holkeri (74), Fins politicus en premier[40]
- Nancy Wake (98), Australisch spionne en verzetsheldin[41]

### 8 augustus
- Mike Barrett (67), Amerikaans basketballer[42]
- Frans Bogaerts (76), Belgisch industrieel[43]
- Guus van Hemert (84), Nederlands jezuïet, kunsthistoricus, schrijver en kunstenaar[44]
- Frank van der Weide (57), Nederlands beeldend kunstenaar[45]

### 9 augustus
- Hans van den Akker (69), Nederlands politicus[46]

### 10 augustus
- Ignacio Flores (58), Mexicaans voetballer[47]
- Michael Galla (38), Duits rapper[48]
- Billy Grammer (85), Amerikaans countryzanger[49]

### 11 augustus
- Hein Cujé (78), Nederlands atleet[50]
- George Devol (99), Amerikaans wetenschapper en uitvinder[51]
- Noach Flug (86), Pools voorzitter Auschwitz Comité[52]
- Toos van der Klaauw (95), Nederlands schermster en atlete
- Jani Lane (47), Amerikaans metalzanger[53]

### 12 augustus
- Martin Beekmans (90), Nederlands percussionist en slagwerker[54]
- Geertruida Draaisma (109), Nederlands oudste mens[55]
- Robert Robinson (83), Brits radio- en televisiepresentator[56]

### 13 augustus
- Ed Belski (86), Frans-Nederlands voetbaldoelman[57]
- Marc Druyts (48), Belgisch wielrenner en veldrijder[58]
- Vic Dunlop (62), Amerikaans (stand-up)comedian[59]
- Chris Lawrence (78), Brits autocoureur[60]
- Ctirad Masin (81), Tsjechisch anticommunist[61]
- Tareque Masud (54), Bengalees filmregisseur en -producent[62]
- Jesus del Pozo (65), Spaans modeontwerper[63]
- Topi Sorsakoski (58), Fins zanger[64]
- Ellen Winther (78), Deens zangeres en actrice[65]

### 14 augustus
- DJ Energy (37), Zwitsers dj[66]
- Shammi Kapoor (79), Indiaas acteur en filmregisseur[67]
- Fritz Korbach (66), Duits-Nederlands voetbaltrainer[68]
- Friedrich Schoenfelder (94), Duits acteur en synchroonstem in films[69]

### 15 augustus
- Robert Breer (85), Amerikaans kunstenaar en filmmaker[70]
- Cees van Gurp (81), Nederlands weerman[71]
- Allain Leprest (57), Frans zanger[72]
- Solomon Mujuru (62), Zimbabwaans generaal en politicus[73]
- André Ruffet (81), Frans wielrenner[74]
- Rick Rypien (27), Canadees ijshockeyspeler[75]

### 16 augustus
- Koen Allaert (53), Belgisch topman[76]
- Andrej Bajuk (67), Sloveens econoom, politicus en minister-president[77]
- Huw Ceredig (69), Brits acteur[78]
- Frank Munro (63), Schots voetballer[79]

### 17 augustus
- George Hendry (90), Amerikaans tafeltennisser[80]
- Michel Mohrt (97), Frans schrijver[81]
- Pierre Quinon (49), Frans atleet[82]
- Firmin Van Kerrebroeck (88), Belgisch veldrijder[83]

### 18 augustus
- Charles Breijer (96), Nederlands (verzets)fotograaf[84]
- Jean Tabary (81), Frans striptekenaar[85]

### 19 augustus
- Kerima Polotan-Tuvera (85), Filipijns schrijfster[86]
- Raúl Ruiz (70), Chileens-Frans filmregisseur[87]
- Jimmy Sangster (83), Brits horrorfilmscenarist[88]
- Herman Verdin (85), Belgisch televisiepionier[89]

### 20 augustus
- Ross Barbour (82), Amerikaans jazzzanger[90]
- Jules Desclée de Maredsous (96), Belgisch bankier[91]
- Todd Green (48), Amerikaans stuntman[92]
- Bryan Jensen (50), Amerikaans stuntpiloot[93]

### 21 augustus
- Edith Tiempo (92), Filipijns schrijfster[94]

### 22 augustus
- Nickolas Ashford (69), Amerikaans singer-songwriter[95]
- Jos Beijer (41), Nederlands kerkmusicus[96]
- Vicco von Bülow (87), Duits schrijver[97]
- John Howard Davies (72), Brits acteur, televisieregisseur en -producent[98]
- Guus van Hove (44), Nederlands directeur[99]
- Jack Layton (61), Canadees politicus[100]
- Jerry Leiber (78), Amerikaans songwriter[101]
- Jozef Vanryckeghem (89), Belgisch politicus[102]

### 23 augustus
- Sybil Jason (83), Amerikaans (kind)actrice[103]
- Tonnie van Meegen (58), Nederlands directeur en initiatiefnemer[104]

### 24 augustus
- Frank DiLeo (63), Amerikaans manager en acteur[105]
- Michael Showers (45), Amerikaans acteur[106]
- Fons Van Brandt (83), Belgisch voetballer[107]

### 25 augustus
- Laurie McAllister (53), Amerikaans bassiste[108]

### 26 augustus
- Aloysius Ambrozic (81), Sloveens-Canadees kardinaal en aartsbisschop[109]
- George Band (82), Brits bergbeklimmer[110]
- Joop Titaley (59), Nederlands-Moluks voetballer[111]

### 27 augustus
- Heribert Barrera i Costa (94), Spaans politicus[112]
- Eve Brent (81), Amerikaans actrice[113]
- Stetson Kennedy (94), Amerikaans schrijver[114]
- Adrian McFarland (41), Brits motorcoureur[115]
- Will van Zeeland (81), Nederlands burgemeester[116]

### 28 augustus
- Heinz Drewniok (62), Duits acteur, regisseur, journalist en schrijver[117]
- Bernie Gallacher (44), Schots voetballer[118]
- Johnny Giosa (42), Amerikaans drummer[119]

### 29 augustus
- David Edwards (96), Amerikaans bluesgitarist en -zanger[120]
- Wayne Hamilton (20), Brits motorcoureur[121]
- Fernando Ferretti (62), Braziliaans voetballer[122]
- John Parke (74), Noord-Iers voetballer[123]
- Khamis al-Qadhafi (28), Libisch legerofficier en zoon van Moammar al-Qadhafi[124]
- Jos Rouwen (68), Nederlands politiewoordvoerder[125]

### 30 augustus
- Wolfgang Lauth (80), Duits jazzmuzikant en -componist[126]
- Peggy Lloyd (98), Amerikaans actrice[127]

### 31 augustus
- Wade Belak (35), Canadees ijshockeyspeler[128]
- Jan Lammers (84), Nederlands atleet[129]
- Jeff Mevissen (51), Nederlands rugbycoach[130]
- Rosel Zech (69), Duits actrice[131]

1900 ·
1901 ·
1902 ·
1903 ·
1904 ·
1905 ·
1906 ·
1907 ·
1908 ·
1909 ·
1910 ·
1911 ·
1912 ·
1913 ·
1914 ·
1915 ·
1916 ·
1917 ·
1918 ·
1919 ·
1920 ·
1921 ·
1922 ·
1923 ·
1924 ·
1925 ·
1926 ·
1927 ·
1928 ·
1929 ·
1930 ·
1931 ·
1932 ·
1933 ·
1934 ·
1935 ·
1936 ·
1937 ·
1938 ·
1939 ·
1940 ·
1941 ·
1942 ·
1943 ·
1944 ·
1945 ·
1946 ·
1947 ·
1948 ·
1949 ·
1950 ·
1951 ·
1952 ·
1953 ·
1954 ·
1955 ·
1956 ·
1957 ·
1958 ·
1959 ·
1960 ·
1961 ·
1962 ·
1963 ·
1964 ·
1965 ·
1966 ·
1967 ·
1968 ·
1969 ·
1970 ·
1971 ·
1972 ·
1973 ·
1974 ·
1975 ·
1976 ·
1977 ·
1978 ·
1979 ·
1980 ·
1981 ·
1982 ·
1983 ·
1984 ·
1985 ·
1986 ·
1987 ·
1988 ·
1989 ·
1990 ·
1991 ·
1992 ·
1993 ·
1994 ·
1995 ·
1996 ·
1997 ·
1998 ·
1999 ·
2000 ·
2001 ·
2002 ·
2003 ·
2004 ·
2005 ·
2006 ·
2007 ·
2008 ·
2009 ·
2010 ·
2011 ·
2012 ·
2013 ·
2014 ·
2015 ·
2016 ·
2017 ·
2018 ·
2019 ·
2020 ·
2021 ·
2022 ·
2023 ·
2024 ·
2025